# Ed Benedict
Ed Benedict (East Cleveland, 23 augustus 1912 – Auburn, 28 augustus 2006) was een Amerikaans tekenfilmtekenaar. Hij is vooral bekend om zijn werk voor de Hanna-Barbera Studios, waarin hij verantwoordelijk was voor het uiterlijk van The Flintstones, Yogi Bear en Ruff and Ready.
Benedict begon zijn carrière in 1930 bij de Walt Disney Studios. In 1933 vertrok hij naar Universal Studios waar hij werkte aan de serie Oswald the Lucky Rabbit van Walter Lantz. Begin jaren 40 keerde hij korte tijd terug bij Disney. In deze periode werkte hij mee aan de animatiefilm Make Mine Music. Hierna werkte hij enkele jaren aan animaties voor televisiereclame.
In 1952 werd Benedict benaderd door Tex Avery, die met hem had samengewerkt bij Universal Studios. Avery nodige Benedict uit te gaan werken bij zijn afdeling voor animaties bij MGM. Benedict werkte hier enkele jaren, eerst voor Avery en na diens vertrek voor Michael Lah. Films waaraan Benedict heeft gewerkt zijn Dixieland Droopy, The First Bad Man, and Deputy Droopy.
Eind jaren 50 werd Benedict gecontracteerd door voormalig MGM-medewerkers William Hanna en Joseph Barbera om mee te werken aan de nieuwe animatie-televisieserie The Ruff & Ready Show. Later werd Benedict hoofdverantwoordelijk voor het ontwerp van personages bij Hanna-Barbera. Hij ontwierp onder meer de tekenfilms Yogi Bear, Huckleberry Hound, Quick Draw McGraw en veel typetjes in The Flintstones.
Eind jaren 60 verliet Benedict Hanna-Barbera, maar op freelance-basis bleef hij actief voor deze studio tot zijn pensioen begin jaren 70.
Ed Benedict overleed thuis in zijn slaap op 94-jarige leeftijd. Zijn overlijden werd pas ruim een maand later bekendgemaakt op 11 oktober 2006.

## Prijzen
- Annie Award, 1994